# Dirk
Pour les articles homonymes, voir Dirk (homonymie).

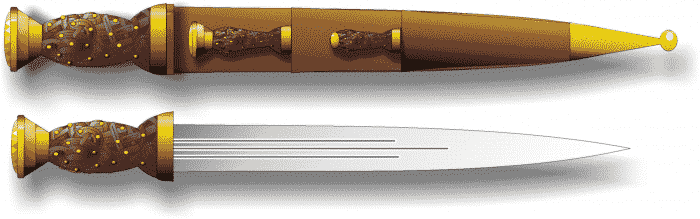
Dirk

Le dirk est un couteau écossais à lame d'une trentaine à une quarantaine de centimètres, à double tranchant, effilé, et dont la poignée, dépourvue de garde, fait une dizaine de centimètres. Le dirk se portait à la ceinture, à l'intérieur du kilt des Highlanders.